# Rugby em cadeira de rodas nos Jogos Paralímpicos de Verão de 2020
As competições de rugby em cadeira de rodas nos Jogos Paralímpicos de Verão de 2020 foram disputadas entre 25 e 29 de agosto de 2021 no Yoyogi National Stadium, em Tóquio, Japão. Noventa e seis atletas competiram divididos em oito equipes.

## Qualificação
| País                           | Método de qualificação           | Data                                 | Sede         | Vagas |
| ------------------------------ | -------------------------------- | ------------------------------------ | ------------ | ----- |
| JPN Japão                      | Anfitrião                        | 7 de setembro de 2013                | Buenos Aires | 1     |
| AUS Austrália                  | Campeonato Mundial de 2018       | 5–10 de agosto de 2018               | Sydney       | 1     |
| USA Estados Unidos             | Jogos Parapan-Americanos de 2019 | 23 de agosto – 1 de setembro de 2019 | Lima         | 1     |
| DEN Dinamarca GBR Grã-Bretanha | Campeonato Europeu de 2019       | 7–11 de agosto de 2019               | Vejle        | 2     |
| NZL Nova Zelândia              | Campeonato Ásia-Oceania de 2019  | 6–9 de setembro de 2019              | Gangneung    | 1     |
| FRA França CAN Canadá          | Qualificação Olímpica            | 2–9 de março de 2020                 | Richmond     | 2     |

## Primeira fase

### Grupo A
| Pos. | Equipes       | P | J | V | E | D | GP  | GC  | SG  |
| ---- | ------------- | - | - | - | - | - | --- | --- | --- |
| 1    | JPN Japão     | 6 | 3 | 3 | 0 | 0 | 170 | 155 | +15 |
| 2    | AUS Austrália | 6 | 3 | 1 | 0 | 2 | 156 | 159 | -3  |
| 3    | FRA França    | 6 | 3 | 1 | 0 | 2 | 151 | 153 | -2  |
| 4    | DEN Dinamarca | 6 | 3 | 1 | 0 | 2 | 155 | 165 | -10 |

### Grupo B
| Pos. | Equipes            | P | J | V | E | D | GP  | GC  | SG  |
| ---- | ------------------ | - | - | - | - | - | --- | --- | --- |
| 1    | USA Estados Unidos | 6 | 3 | 3 | 0 | 0 | 171 | 137 | +34 |
| 2    | GBR Grã-Bretanha   | 6 | 3 | 2 | 0 | 1 | 158 | 134 | +24 |
| 3    | CAN Canadá         | 6 | 3 | 1 | 0 | 2 | 152 | 144 | +8  |
| 4    | NZL Nova Zelândia  | 6 | 3 | 0 | 0 | 3 | 108 | 174 | -66 |

## Fase final
|  | Semifinais         | Semifinais         |    |           | Final            | Final |  |
|  |                    |                    |    |           |                  |       |  |
|  |                    |                    |    |           |                  |       |  |
|  | JPN Japão          | 49                 |    |           |                  |       |  |
|  | GBR Grã-Bretanha   | 55                 |    |           |                  |       |  |
|  |                    |                    |    |           |                  |       |  |
|  |                    |                    |    |           |                  |       |  |
|  |                    |                    |    |           | GBR Grã-Bretanha | 54    |  |
|  |                    | USA Estados Unidos | 49 |           |                  |       |  |
|  |                    |                    |    |           |                  |       |  |
|  |                    |                    |    |           |                  |       |  |
|  |                    |                    |    |           | Terceiro lugar   |       |  |
|  |                    |                    |    |           |                  |       |  |
|  | USA Estados Unidos | 49                 |    | JPN Japão | 60               |       |  |
|  | AUS Austrália      | 42                 |    |           | AUS Austrália    | 52    |  |

## Medalhistas
| Evento | Ouro             | Prata              | Bronze    |
| ------ | ---------------- | ------------------ | --------- |
| Misto  | GBR Grã-Bretanha | USA Estados Unidos | JPN Japão |